# Dendrobium furfuriferum
Dendrobium furfuriferum är en orkidéart som beskrevs av Johannes Jacobus Smith. Dendrobium furfuriferum ingår i släktet Dendrobium, och familjen orkidéer. Inga underarter finns listade i Catalogue of Life.